# 新丹尼森 (伊利諾伊州)
新丹尼森（英語：New Dennison）是位於美國伊利諾伊州威廉森縣的一個非建制地區。該地的面積和人口皆未知。

## 地理
新丹尼森的座標為37°41′34″N 88°51′20″W / 37.69278°N 88.85556°W，而該地的平均海拔高度為138米（即453英尺）。